# Percy Colque
Percy Colque Paredes (La Paz, 23 ottobre 1976) è un calciatore boliviano, difensore del Meyrin.

## Caratteristiche tecniche
Gioca come difensore laterale destro o sinistro.

## Carriera

### Club
Colque debuttò in massima serie boliviana nel corso della stagione 1995, vestendo i colori del The Strongest; tra i 19 e i 20 anni fu impiegato piuttosto spesso dalla formazione di La Paz; nel 1997 fu ceduto al Deportivo Municipal, con cui disputò 21 gare. Nel 1998 fu titolare nel Chaco Petrolero, mentre nel 1999 uscì da La Paz per la prima volta, firmando per il San José di Oruro. Nel campionato 2000 tornò al The Strongest, dove visse due stagioni positive dal punto di vista realizzativo (10 gol in 54 incontri); nel 2002 si trasferì al Bolívar. Con la nuova maglia fu incluso nell'undici titolare, e giocò oltre 100 partite, contribuendo peraltro al secondo posto in Copa Sudamericana 2004. Nel 2005 lasciò la Bolivia per l'Albania: ebbe difatti una breve esperienza al KF Tirana, con cui scese in campo per cinque volte nella massima serie albanese. Nel 2007 firmò per il Real Potosí, e vi vinse il torneo di Apertura. Nel 2009 è tornato al The Strongest.

### Nazionale
Debuttò in Nazionale maggiore il 19 luglio 2000, in occasione dell'incontro di La Paz con il Cile, valido per le qualificazioni al campionato del mondo 2002. Nell'ambito del medesimo torneo scese in campo il 27 luglio contro il Paraguay, l'8 ottobre contro il Perù e il 15 novembre contro l'Uruguay. Nel 2001 venne incluso nella lista per la Copa América. In tale competizione esordì il 19 luglio contro la Costa Rica; tale gara rimase la sua unica apparizione in Copa América. Nel 2004 nel corso delle qualificazioni al campionato del mondo 2006. Nel 2005 registrò la sua ultima presenza con la Bolivia.

## Palmarès

### Club

#### Competizioni nazionali
- Campionato boliviano: 3

Bolívar: 2002, Apertura 2004
Real Potosí: Apertura 2007